# Braziliaanse gemeentelijke verkiezingen 2024
De Braziliaanse gemeentelijke verkiezingen in 2024 werden gehouden op 6 oktober, met een tweede ronde op 27 oktober voor als dat nodig is. Er wordt gestemt voor de positie van  burgemeester, vice-burgemeester en gemeenteraadsleden in 5569 gemeenten.

## Uitslag
Overzicht van de resultaten van de hoofdsteden en de steden met meer dan 500.000 inwoners:
| Stad                             | Kandidaten voor burgemeester | Kandidaten voor burgemeester                      | Gekozen Burgemeester               | Gemeenteraad | Staat               |
| Stad                             | 1e ronde (6 oktober 2024) | 2e ronde (27 oktober 2024)                        | Gekozen Burgemeester               | Gemeenteraad | Staat               |
| -------------------------------- | --- | ------------------------------------------------- | ---------------------------------- | ------------ | ------------------- |
| Rio Branco                       | Tião Bocalom (PL) Marcus Alexandre (MDB) Jarude (NOVO) Jenilson (PSB)                                                                                | Geen deelname                                     | Tião Bocalom (PL) Herkozen         | Uitslag      | Acre                |
| Maceió                           | João Henrique Caldas (PL) Rafael Brito (MDB) Lenilda Luna (UP) Lobao (SD)                                                                            | Geen deelname                                     | João Henrique Caldas (PL) Herkozen | Uitslag      | Alagoas             |
| Macapá                           | Antônio Furlan (MDB) Paulo (PSOL) Aline (REP) | Geen deelname                                     | Antônio Furlan (MDB) Herkozen      | Uitslag      | Amapá               |
| Manaus                           | David Almeida (AVANTE) Alberto Neto (PL) Amom Mandel (CID) Roberto Cidade (UNIÃO) Marcelo Ramos (PT)                                                 | David Almeida (AVANTE) Alberto Neto (PL)          | David Almeida (AVANTE) Herkozen    | Uitslag      | Amazonas            |
| Feira de Santana                 | José Ronaldo (UNIÃO) Zé Neto (PT) Carlos Medeiros (NOVO)                                                                                             | Geen deelname                                     | José Ronaldo (UNIÃO)               | Uitslag      | Bahia               |
| Salvador                         | Bruno Reis (UNIÃO) Kleber Rosa (PSOL) Geraldo Júnior (MDB)                                                                                           | Geen deelname                                     | Bruno Reis (UNIÃO) Herkozen        | Uitslag      | Bahia               |
| Fortaleza                        | André Fernandes (PL) Evandro Leitão (PT) José Sarto (PDT) Wagner (UNIÃO)                                                                             | André Fernandes (PL) Evandro Leitão (PT)          | Evandro Leitão (PT)                | Uitslag      | Ceará               |
| Vitória                          | Lorenzo Pazolini (REP) João Coser (PT) Luiz Paulo Vellozo Lucas (PSDB) Assumção (PL) Camila Valadão (PSOL)                                           | Geen deelname                                     | Lorenzo Pazolini (REP) Herkozen    | Uitslag      | Espírito Santo      |
| Aparecida de Goiânia             | Leandro Vilela (MDB) Alcides (PL) Willian Panda (PSB)                                                                                                | Leandro Vilela (MDB) Alcides (PL)                 | Leandro Vilela (MDB)               | Uitslag      | Goiás               |
| Goiânia                          | Fred Rodrigues (PL) Sandro Mabel (UNIÃO) Adriana Accorsi (PT) Matheus Ribeiro (PSDB) Vanderlan Cardoso (PSD) Rogério (SD)                            | Fred Rodrigues (PL) Sandro Mabel (UNIÃO)          | Sandro Mabel (UNIÃO)               | Uitslag      | Goiás               |
| São Luís                         | Eduardo Braide (PSD) Duarte (PSB) Yglésio (PRTB) Fabio Câmara (PDT)                                                                                  | Geen deelname                                     | Eduardo Braide (PSD) Herkozen      | Uitslag      | Maranhão            |
| Cuiabá                           | Abilio Brunini (PL) Lúdio (PT) Eduardo Botelho (UNIÃO) Kennedy (MDB)                                                                                 | Abilio Brunini (PL) Lúdio (PT)                    | Abilio Brunini (PL)                | Uitslag      | Mato Grosso         |
| Campo Grande                     | Adriane Lopes (PP) Rose Modesto (UNIÃO) Beto Pereira (PSDB) Camila Jara (PT) Beto Figueiró (NOVO)                                                    | Adriane Lopes (PP) Rose Modesto (UNIÃO)           | Adriane Lopes (PP) Herkozen        | Uitslag      | Mato Grosso do Sul  |
| Belo Horizonte                   | Bruno Engler (PL) Fuad Noman (PSD) Mauro Tramonte (REP) Gabriel (MDB) Duda Salabert (PDT) Rogerio Correia (PT) Carlos Viana (PODE)                   | Bruno Engler (PL) Fuad Noman (PSD)                | Fuad Noman (PSD) Herkozen          | Uitslag      | Minas Gerais        |
| Contagem                         | Marília (PT) Junio Amaral (PL) | Geen deelname                                     | Marília (PT) Herkozen              | Uitslag      | Minas Gerais        |
| Juiz de Fora                     | Margarida Salomão (PT) Charlles Evangelista (PL) Ione (AVANTE) Júlio Delgado (MDB) Isauro Calais (REP)                                               | Geen deelname                                     | Margarida Salomão (PT) Herkozen    | Uitslag      | Minas Gerais        |
| Uberlândia                       | Paulo Sérgio (PP) Dandara (PT) Leonidio Bouças (PSDB)                                                                                                | Geen deelname                                     | Paulo Sérgio (PP)                  | Uitslag      | Minas Gerais        |
| Ananindeua                       | Daniel (PSB) Antonio Doido (MDB) Miro Sanova (PT) Nilse (PDT) Eliel Faustino (UNIÃO)                                                                 | Geen deelname                                     | Daniel (PSB) Herkozen              | Uitslag      | Pará                |
| Belém                            | Igor Normando (MDB) Delegado Eder Mauro (PL) Edmilson Rodrigues (PSOL) Thiago Araújo (REP) Jefferson Lima (PODE)                                     | Igor Normando (MDB) Delegado Eder Mauro (PL)      | Igor Normando (MDB)                | Uitslag      | Pará                |
| João Pessoa                      | Cícero Lucena (PP) Marcelo Queiroga (PL) Ruy Carneiro (PODE) Luciano Cartaxo (PT)                                                                    | Cícero Lucena (PP) Marcelo Queiroga (PL)          | Cícero Lucena (PP) Herkozen        | Uitslag      | Paraíba             |
| Curitiba                         | Eduardo Pimentel (PSD) Cristina Graeml (PMB) Luciano Ducci (PSB) Ney Leprevost (UNIÃO) Luizão Goulart (SD) Maria Victoria (PP) Roberto Requião (MOB) | Eduardo Pimentel (PSD) Cristina Graeml (PMB)      | Eduardo Pimentel (PSD)             | Uitslag      | Paraná              |
| Londrina                         | Tiago Amaral (PSD) Maria Tereza (PP) Tercilio Turini (MDB) Diego Garcia (REP) Barbosa Neto (PDT) Villa (PSD) Isabel Diniz (PT)                       | Tiago Amaral (PSD) Maria Tereza (PP)              | Tiago Amaral (PSD)                 | Uitslag      | Paraná              |
| Recife                           | João Campos (PSB) Gilson Machado (PL) Dani Portela (PSOL) Daniel Coelho (PSD)                                                                        | Geen deelname                                     | João Campos (PSB) Herkozen         | Uitslag      | Pernambuco          |
| Teresina                         | Silvio Mendes (UNIÃO) Fabio Novo (PT) Pessoa (PRD) Tonny (NOVO)                                                                                      | Geen deelname                                     | Silvio Mendes (UNIÃO)              | Uitslag      | Piauí               |
| Duque de Caxias                  | Netinho Reis (MDB) Zito (PV) Celso do Alba (UNIÃO) Wesley Teixeira (PSB)                                                                             | Geen deelname                                     | Netinho Reis (MDB)                 | Uitslag      | Rio de Janeiro      |
| Nova Iguaçu                      | Dudu Reina (PP) Clébio Lopes Jacaré (UNIÃO) Tuninho da Padaria (PT) Iza Dutra (NOVO)                                                                 | Geen deelname                                     | Dudu Reina (PP)                    | Uitslag      | Rio de Janeiro      |
| São Gonçalo                      | Nelson (PL) Dimas Gadelha (PT) Josemar (PSOL) Viviane Carvalho (MOB)                                                                                 | Geen deelname                                     | Nelson (PL) Herkozen               | Uitslag      | Rio de Janeiro      |
| Rio de Janeiro                   | Eduardo Paes (PSD) Alexandre Ramagem (PL) Tarcísio Motta (PSOL) Marcelo Queiroz (PP) Rodrigo Amorim (UNIÃO)                                          | Geen deelname                                     | Eduardo Paes (PSD) Herkozen        | Uitslag      | Rio de Janeiro      |
| Natal                            | Paulinho Freire (UNIÃO) Natália Bonavides (PT) Carlos Eduardo (PSD) Rafael Motta (AVANTE)                                                            | Paulinho Freire (UNIÃO) Natália Bonavides (PT)    | Paulinho Freire (UNIÃO)            | Uitslag      | Rio Grande do Norte |
| Porto Alegre                     | Sebastião Melo (MDB) Maria do Rosário (PT) Juliana Brizola (PDT) Felipe Camozzato (NOVO)                                                             | Sebastião Melo (MDB) Maria do Rosário (PT)        | Sebastião Melo (MDB) Herkozen      | Uitslag      | Rio Grande do Sul   |
| Porto Velho                      | Mariana Carvalho (UNIÃO) Léo Moraes (PODE) Célio Lopes (PDT) Juíza Euma Tourinho (MDB) Benedito Alves (SD)                                           | Mariana Carvalho (UNIÃO) Léo Moraes (PODE)        | Léo Moraes (PODE)                  | Uitslag      | Rondônia            |
| Boa Vista                        | Arthur Henrique (MDB) Catarina Guerra (UNIÃO) Mauro Nakashima (PV)                                                                                   | Geen deelname                                     | Arthur Henrique (MDB) Herkozen     | Uitslag      | Roraima             |
| Florianópolis                    | Topázio Neto (PSD) Marquito (PSOL) Pedrão (PP) Dário (PSDB) Lela (PT)                                                                                | Geen deelname                                     | Topázio Neto (PSD) Herkozen        | Uitslag      | Santa Catarina      |
| Joinville                        | Adriano Silva (NOVO) Lima (PL) Carlito Merss (PT) Luiz Claudio Gubert (MDB)                                                                          | Geen deelname                                     | Adriano Silva (NOVO) Herkozen      | Uitslag      | Santa Catarina      |
| Campinas                         | Dário Saadi (REP) Pedro Tourinho (PT) Rafa Zimbaldi (CID) Wilson Matos (NOVO)                                                                        | Geen deelname                                     | Dário Saadi (REP) Herkozen         | Uitslag      | São Paulo           |
| Guarulhos                        | Lucas Sanches (PL) Elói Pietá (SD) Jorge Wilson Xerife Consumidor (REP) Alencar (PT) Márcio Nakashima (PDT)                                          | Lucas Sanches (PL) Elói Pietá (SD)                | Lucas Sanches (PL)                 | Uitslag      | São Paulo           |
| Osasco                           | Gerson Pessoa (PODE) Emidio de Souza (PT) Lindoso (NOVO)                                                                                             | Geen deelname                                     | Gerson Pessoa (PODE)               | Uitslag      | São Paulo           |
| Ribeirão Preto                   | Ricardo Silva (PSD) Marco Aurelio (NOVO) Roque (PT) André Trindade (UNIÃO)                                                                           | Ricardo Silva (PSD) Marco Aurelio (NOVO)          | Ricardo Silva (PSD)                | Uitslag      | São Paulo           |
| Santo André                      | Gilvan (PSDB) Bete Siraque (PT) Luiz Zacarias (PL) Eduardo Leite (PSB) Sardano (NOVO)                                                                | Geen deelname                                     | Gilvan (PSDB)                      | Uitslag      | São Paulo           |
| São Bernardo do Campo            | Marcelo Lima (PODE) Alex Manente (CID) Luiz Fernando (PT) Flávia Morando (UNIÃO)                                                                     | Marcelo Lima (PODE) Alex Manente (CID)            | Marcelo Lima (PODE)                | Uitslag      | São Paulo           |
| São José do Rio Preto            | Fabio Candido (PL) Itamar (MDB) Valdomiro Lopes (PSB) Marco Rillo (PT)                                                                               | Fabio Candido (PL) Itamar (MDB)                   | Fabio Candido (PL)                 | Uitslag      | São Paulo           |
| São José dos Campos              | Anderson Farias (PSD) Eduardo Cury (PL) Elton (UNIÃO) Wagner Balieiro (PT) Wilson Cabral (PDT)                                                       | Anderson Farias (PSD) Eduardo Cury (PL)           | Anderson Farias (PSD)              | Uitslag      | São Paulo           |
| São Paulo                        | Ricardo Nunes (MDB) Guilherme Boulos (PSOL) Pablo Marçal (PRTB) Tabata Amaral (PSB) Datena (PSDB) Marina Helena (NOVO)                               | Ricardo Nunes (MDB) Guilherme Boulos (PSOL)       | Ricardo Nunes (MDB) Herkozen       | Uitslag      | São Paulo           |
| Sorocaba                         | Rodrigo Manga (REP) Danilo Balas (PL) Paulinho do Transporte (PT)                                                                                    | Geen deelname                                     | Rodrigo Manga (REP) Herkozen       | Uitslag      | São Paulo           |
| Aracaju                          | Emília Corrêa (PL) Luiz Roberto (PDT) Yandra (UNIÃO) Candisse Carvalho (PT) Delegada Danielle (MDB) Niully Campos (PSOL)                             | Emília Corrêa (PL) Luiz Roberto (PDT)             | Emília Corrêa (PL)                 | Uitslag      | Sergipe             |
| Palmas                           | Janad Valcari (PL) Eduardo Siqueira Campos (PODE) Junior Geo (PSDB)                                                                                  | Janad Valcari (PL) Eduardo Siqueira Campos (PODE) | Eduardo Siqueira Campos (PODE)     | Uitslag      | Tocantins           |
| Bron: (pt) GLOBO - Eleições 2024 | |                                                   |                                    |              |                     |